# Naka-ku (Hamamatsu)
Naka-ku (中区 Naka-ku?) es uno de los siete barrios (distritos administrativos) de la ciudad de Hamamatsu, Japón. Tiene una población estimada, a principios de octubre de 2021, de 236,086 habitantes.
La superficie total del barrio es de 44,34 km².
Está ubicado en el centro de la ciudad y concentra aproximadamente el 30% de su población en el 3% de su superficie.